# Sigfried Held
Sigfried Held (født 7. august 1942 i Freudental, Tyskland (i dag Tjekkiet)) er en tidligere tysk fodboldspiller (angriber) og -træner.
Han spillede 41 kampe for Vesttysklands landshold, hvori han scorede fem mål. Han deltog ved både VM i 1966 i England og VM i 1970 i Mexico, hvor tyskerne vandt henholdsvis sølv og bronze.
Held spillede på klubplan primært for Kickers Offenbach og Borussia Dortmund. Han spillede i alt 442 kampe i Bundesligaen.
Efter sit karrierestop har Held begået sig som træner. Han har blandt andet stået i spidsen for klubber som Schalke 04, Dynamo Dresden og tyrkiske Galatasaray, lige som han har haft ansvaret for både Islands, Maltas og Thailands landshold.